# رافينيات
رافينيات (باللاتينية: Raphinae) هو فرع حيوي من طيور لاريشية منقرضة كانت تتواجد في جزر ماسكارين وموريشيوس وجزيرة رودريغيس في المحيط الهندي إنقرضت بعد أن تم صيدها من الحيوانات الثدية وبعدها من الإنسان حيث كانت هذه الطيور غير قادرة على الطيران، إنقرضت أثناء مجئ الأوروبيين إلى هذه الجزر في حوالي أواخر القرن الثامن عشر وقد كان هناك 37 نوع من هذه الطيور.